# Oscar Bronner
Pour les articles homonymes, voir Bronner.
Oscar Bronner (né le 14 janvier 1943 à Haïfa) est le fondateur des magazines autrichiens d'information trend et profil ainsi que l'éditeur du quotidien Der Standard.

## Biographie
Oscar Bronner est le premier fils du comédien Gerhard Bronner (de) qui a fui les nazis en Autriche après l'arrestation de ses parents et de son frère en raison de leurs origines juives.
Gerhard Bronner revient à Vienne avec son fils en 1948. Oscar fait la connaissance de Helmut Qualtinger avec lequel son père travaille et qui abrite la famille aux premiers temps de son retour.
Oscar Bronner travaille comme chef électricien et assistant réalisateur sur le théâtre de son père, et dans des journaux, l'Arbeiter-Zeitung et le tabloïd Express. Il fréquente Café Hawelka (de) et rencontre Karel Schwarzenberg, Kurt Moldovan (de). Il couvre l'affaire Franz Novak, un ancien nazi en fuite sous une fausse identité en Autriche. Durant un bref temps, Bronner tient une agence de publicité.
En 1970, il fonde les magazines trend et profil. Il les vend en 1974 et part être peintre aux États-Unis, fréquente Frederic Morton (de) et Serge Sabarsky (de).
Il revient à Vienne en 1986 et fonde avec Axel Springer Verlag le journal Der Standard dont il devient l'éditeur et le rédacteur en chef. L'intention est de fonder en Autriche un journal de qualité, l'équivalent du The New York Times, Frankfurter Allgemeine Zeitung ou du Süddeutsche Zeitung.
Oscar Bronner est un participant régulier à la conférence de Bilderberg.